# Draconyx loureiroi
Il draconice (Draconyx loureiroi) era un dinosauro erbivoro vissuto nel Giurassico superiore in Portogallo.

## Simile aCamptosaurus
Descritto per la prima volta nel 2001 da Mateus e Antunes, questo dinosauro è noto per pochi resti parziali, principalmente ossa delle zampe anteriori. Nonostante i resti siano piuttosto scarsi, gli studiosi hanno potuto capire che questo dinosauro era un ornitopode di medie dimensioni, caratterizzato da arti anteriori relativamente allungati e da un corpo piuttosto voluminoso, lungo circa 4 -5 metri. Molto probabilmente questo animale era simile a Camptosaurus, del Nordamerica, e ciò suggerisce una stretta connessione tra i continenti americano ed europeo ancora nel tardo Giurassico. Evidentemente le due masse iniziarono a separarsi in epoca più tarda, probabilmente nel Cretacico inferiore. Prima della descrizione di Draconyx, erano stati rinvenuti resti isolati di ossa attribuite a Camptosaurus: probabilmente, questi resti sono invece da attribuire a Draconyx.

## Fauna a dinosauri
Draconyx faceva parte di una fauna a dinosauri nota come fauna di Lourinhã, che comprendeva anche i sauropodi Lusotitan, Dinheirosaurus e Lourinhasaurus, il nodosauride primitivo Dracopelta, il piccolo tirannosauroide Aviatyrannis, il carnosauro Lourinhanosaurus e forse lo stegosauride Dacentrurus.